# Hr.Ms. Gier (1943)
Hr.Ms. Gier (MTB 229) ook bekend als Hr.Ms. MTB 229 was een Nederlandse motortorpedoboot. Het schip werd samen met de Kemphaan, Stormvogel en Havik voor 115.000 Britse ponden overgenomen van de Britse marine. De Gier was in Britse dienst bekend als HMS MTB 229 van het 9de M.T.B.-flottielje. Met de aanschaf van deze vier schepen werd het totale aantal Nederlandse MTB's uitgebreid naar acht en had de Nederlandse marine de beschikking over haar eigen M.T.B.-flottielje. Tijdens de Tweede Wereldoorlog voerde de Gier patrouilles uit op Het Kanaal.
De Gier werd in tegenstelling tot de meeste MTB's niet uit dienst gesteld op 16 december 1944 als gevolg van het overplaatsen van manschappen van de motortorpedobootdienst naar de havendetachementen in bevrijd Nederland, maar werd op 22 juni 1945 pas uit dienst gesteld.. In 1948 werd het schip door de Nederlandse marine verkocht.